# 金益相
金 益相(キム・イクサン、김익상、1895年 - 1943年6月6日）は朝鮮の独立運動家。
平壌の崇実専門学校卒業後、キリスト教係学校で教職に就いていたが、ソウルに上京し、廣成煙草公司で働いて、1920年奉天で独立運動に志を抱いて(鉄血団、義烈団)に加わった。
団長金元鳳から日本機関の破壊、要人暗殺こそが祖国独立の近道と説明されて、朝鮮総督府を爆破して総督斎藤実を暗殺することを決心した。爆弾と拳銃を携帯してソウルに潜入、1921年9月12日建物修理工を装って朝鮮総督府庁舍に入り、秘書室に爆弾を投げた後再び北京市へ亡命した。しかし暗殺は失敗した。
翌年の1922年3月28日中国視察に来る日本陸軍大将田中義一を暗殺しようと上海市税関波止場で呉成崙・李鍾巖などとともに拳銃で射撃して爆弾を投げたが失敗して逮捕された。日本長崎市に護送されて控訴院で死刑を宣告受けたが、猶予され、21年後1943年6月6日欠席裁判で死刑宣告を受けて処刑された。
1962年3月1日建国勲章大統領章が追贈された。

## 参考サイト
- ko:틀:독립유공자
- 네이버 캐스트 : 오늘의 인물 - 김익상